# Rick Sternbach
Richard Michael Sternbach, mais conhecido como Rick Sternbach (1951, Bridgeport), é um ilustrador estadunidense notório por seus trabalhos na área de ficção e divulgação científicas. No cinema, depois de um breve período de trabalhos na Disney e PBS, tornou-se célebre através dos modelos criados para o filme Star Trek: The Motion Picture.

## Prêmios
- 1977 - Hugo Award
- 1978 - Hugo Award
- 1981 - Emmy Award